# Catherine van Campen
Catherine van Campen (1970) is een Nederlandse documentairemaakster en regisseur.

## Biografie
Van Campen studeerde geschiedenis. Daarna werkte zij onder andere bij de Nederlandse Moslim Omroep, de Nederlandse Programma Stichting, Radio Noord-Holland en de VPRO. In 2003 was zij een van de oprichters van productiehuis Radiomakers Desmet.
Haar eerste film was Eeuwige Moes (2007), die in première ging op de IDFA. De film won diverse prijzen, gaat over het verlies aan biodiversiteit en werd wereldwijd vertoond, onder meer in het Museum for Modern Art in New York (MoMa). In 2009 volgde een documentaire over twee broertjes, waarvan de jongste autistisch is, Drona & ik. De film vertoond op het Filmfestival van Berlijn en kreeg een nominatie voor een Gouden Kalf voor beste korte documentaire. Daarna maakte zij de film Anne Vliegt, over een meisje dat lijdt aan het syndroom van Gilles de la Tourette. Deze korte film werd over de hele wereld vertoond en won tientallen prijzen, waaronder op het gerenommeerde filmfestival Vision du Reel in Zwitserland en het bekende Canadese documentaire festival Hot Docs. In 2011 ging Painful Painting in première op IDFA. Ze regisseerde daarna de documentaires Joan's Boys (2013) en Garage 2.0 (2016), waarvoor ze een garagebedrijf volgde. Voor Garage 2.0 ontving ze een nominatie voor een Gouden Kalf voor beste lange documentaireGouden Kalf. Zaatari Djinn (2016) handelt over vijf kinderen in een vluchtelingenkamp in Jordanië.

## Filmografie
- 2009 - Drona & Me
- 2011 - Painful Painting
- 2011 - Flying Anne
- 2013 - Joan's Boys
- 2016 - Garage 2.0
- 2016 - Zaatari Djinn
- 2018 - Mother's Balls
- 2019 - Missie NS